# Kanefer (svećenik)
Kanefer ("lijepa duša") je bio visoki svećenik boga Ptaha tijekom vladavine faraona Sahure (5. dinastija). Bio je oženjen za Čenteti te je imao sina Kuiptaha, koji ga je naslijedio kao visoki svećenik.